# Triplasis purpurea
Triplasis purpurea är en gräsart som först beskrevs av Thomas Walter, och fick sitt nu gällande namn av Alvin Wentworth Chapman. Triplasis purpurea ingår i släktet Triplasis och familjen gräs. Inga underarter finns listade i Catalogue of Life.